# アドホック・パーティー
アドホック・パーティー（通称：アドパ）は、ソニー・コンピュータエンタテインメント (SCE) が2008年11月6日に発売したPS3専用ソフトウェア、および同名のオンラインサービス。インターネットに接続されたPS3を利用し、遠く離れたPSP同士で通信プレイを行うことができる。

## 概要
PS3の無線LAN機能を利用してPSPのアドホック・モードでの通信機能を中継し、遠く離れたPSP同士で通信プレイが可能になる。テキストチャット、ボイスチャットにも対応している。最大8人までの通信対戦、協力プレイはもちろんのこと、『ディシディア ファイナルファンタジー』などのすれ違い通信にも対応している。
当初は『モンスターハンターポータブル 2nd G』のみの対応であったが、2011年8月25日現在の対応タイトルは464タイトル（ダウンロード版および廉価版による重複および『モンスターハンターポータブル 3rd HD ver.』を含み発売前のものを除く）になる。
アドホック・パーティーを利用するには2008年11月6日からPlayStation Storeにより無料配信されているPS3専用アプリケーションをダウンロードする必要がある。ただし、無線LAN機能を搭載していないPS3本体 (20GB) は、このソフトを利用することはできない。
2010年12月1日には『モンスターハンターポータブル 3rd』の発売に合わせて、同作専用のワールドが作成された。このワールドではBGMや背景グラフィック、SEが『モンスターハンターポータブル 3rd』仕様になるほか、使用武器のアイコンを表示させることが可能になる。なお、このアップデートでベータバージョンの表記が無くなり、正式にサービスが開始された。
『モンスターハンターポータブル 2nd G』『モンスターハンターポータブル 3rd』の好調から順調に普及し、2011年2月16日には日本国内で100万ダウンロードを達成した。
2011年8月25日、『モンスターハンターポータブル 3rd HD Ver.』が発売されたことに伴い大規模なアップデートが行われ、正式名称が『アドホック・パーティー for PlayStation Portable』から『アドホック・パーティー』に変更された。
なお、PlayStation VitaでもPSP用ソフトならばアドホック・パーティーを利用できるが、Vita専用ソフトはごく一部のタイトルを除き非対応である。
なお、モンスターハンター3G HD VerがWii Uで発売された後はWii Uでほぼアドホックモードと同じ挙動で3DS版をローカル無線で接続してオンラインプレイを行う「パケットリレーツール」が開発されている。

## 利用方法
利用するためにはまず、有線でインターネットに接続したPS3を用意し、メニューからPlayStation Storeを起動する。ストア内の検索機能を使ってアドホック・パーティーを探し出し、ダウンロードする（無料）。ダウンロードが完了すると本体が自動でインストールを実行し、完了するとゲームの一覧に「PlayStation 3」というフォルダーが現れ、中にアドホック・パーティーが入っている。これでソフトの準備は完了である。
次にアドホック・パーティーを起動し、スタートを押す。するとワールド選択画面に移るので好きなロビーを選び、入場する。ここでPSPを起動し、プレイしたいソフトのオンラインモードを起動できる状態にしておく。するとロビーにもよるが、人がいてルーム（家のアイコン）が立っている。ルームに入るか、自分で作るかしたらオンラインモードを起動する。この時ルーム名・コメントをよく読み、趣旨を誤解しないよう気を付ける。入ったらチャットを使ってあいさつし、十分打ち合わせをしてゲームを開始する。
ルームから出たい時は、△ボタンを押してメニューを開き「ルームから出る」を押すと出ることができる。この時チャットで別れの言葉（例：抜けます、ありがとうございました、など）を言うことが望ましい。自分がやりたいゲームのルームがなかったり、作っても人が集まらない時はタイトル画面に戻り、「ゲームサーチ」を利用してみると良い。
アドホック・パーティーを利用するために必要なものは次の通り。
- PlayStation 3（20GBモデル以外、有線LAN接続）
- PlayStation Portable もしくは　PlayStation Vita
- PSNアカウント（マスターアカウント）
- アドホック・パーティー

なお、アドホック・パーティーはPS3専用ソフトウェア『PlayStation Home』（現在は配信終了）から起動することもでき、そこで落ち合ったユーザー同士でアドホック・パーティーへ移行することもできた。

## アドホック・パーティー ネットワーク接続事例
下記の図はPSP及びPS3はどのようにインターネット接続するかの事例：
PSP・PS3間の接続は「無線LAN」で行う。そして、PS3とインターネット間は「有線LANケーブル」で接続する。